# Frederick Loewe
Pour les articles homonymes, voir Loewe.
Frederick Loewe ((en) [loʊ]), est un compositeur américain d'origine allemande, né le 10 juin 1901 à Berlin et mort le 14 février 1988 à Palm Springs.
Frederick Loewe est notamment connu pour sa collaboration avec le parolier Alan Jay Lerner sur plusieurs comédies musicales, à Hollywood comme à Broadway, dont Gigi et My Fair Lady.

## Biographie
Loewe est né à Berlin, de parents viennois Edmond et Rosa Loewe. Son père, d'origine juive est une star de l'opérette, célèbre dans toute l'Europe, en Amérique du Nord et du Sud. Il a notamment interprété le rôle du comte Danilo dans la production 1906 de La Veuve joyeuse à Berlin.
Frederick Loewe grandit à Berlin et fréquente une école prussienne de cadets dès l'âge de cinq ans jusqu'à sa treizième année. Très jeune, il apprend à jouer du piano à l'oreille et aide son père à répéter. Il commence à composer des chansons à l'âge de sept ans. Il entre finalement au conservatoire Stern de musique de Berlin, un an après le pianiste virtuose Claudio Arrau. Il étudie avec Ferruccio Busoni et Eugen d'Albert. Il remporta la très convoitée médaille Hollander décernée par l'école et donne des concerts de piano dans toute l'Allemagne. A 13 ans, il est le plus jeune pianiste soliste qui ait jamais joué avec l'Orchestre philharmonique de Berlin.
En 1924, son père reçoit une proposition d'engagement à New York. Frédérick l'accompagne, bien décidé à écrire pour Broadway. Cela s’avère particulièrement difficile. Il est obligé d'accepter des petits boulots, y compris marqueur de bovins, chercheur d'or et même boxeur. Il trouve finalement du travail comme pianiste dans des clubs allemands à Yorkville et dans les salles de cinéma comme accompagnateur au piano de films muets.
Loewe commence à fréquenter le Lambs Club, un lieu de rencontre pour les artistes de théâtre, producteurs, gestionnaires et administrateurs. En 1942, il y rencontre Alan Jay Lerner. Leur première collaboration est une adaptation musicale de la comédie de Barry Connor The Patsy, renommé Life of the Party, pour une compagnie de Detroit. Le spectacle est représenté pendant neuf semaines et encourage le duo à unir leurs forces avec Arthur Pierson pour What's Up ? , créé à Broadway en 1943, joué 63 fois et suivi deux ans plus tard par The Day Before Spring.
Leur premier vrai succès est Brigadoon (1947), une fantaisie romantique située dans un village écossais imaginaire, mise en scène par Robert Lewis. Elle est suivie, en 1951, avec un succès moindre, par La Kermesse de l'Ouest basée sur la ruée vers l'or en Californie.
En 1956, Lerner et Loewe adaptent Pygmalion de George Bernard Shaw sous le titre My Fair Lady, avec dans les rôles d'Henry Higgins et d'Eliza Doolittle, Rex Harrison et Julie Andrews. Le succès est considérable à New York et à Londres. La pièce connaîtra 2 717 représentations jusqu'en 1962. Les auteurs reçoivent le Tony Award de la meilleure comédie musicale. MGM les charge d'écrire le film musical Gigi (1958), qui remporte neuf Oscars, dont celui du meilleur film. La pièce My Fair Lady est adaptée au cinéma en 1964 par le cinéaste américain George Cukor, avec Audrey Hepburn et Rex Harrison.
En 1961, leur production suivante pour Broadway, Camelot, interprétée par Richard Burton, Julie Andrews et Robert Goulet, connaît immédiatement un énorme succès. La même année, elle emporte quatre Tony Award.
Loewe décide de se retirer à Palm Springs, en Californie. Il arrête de composer jusqu'à ce que Lerner lui propose de compléter la partition du film Gigi pour une nouvelle version à la scène, en 1973, ce qui lui a valu un Tony Award pour la meilleure musique originale. L'année suivante, ils collaborent pour une version musicale filmée du Petit Prince, d'après Antoine de Saint-Exupéry. Le film est un échec critique et public.
Loewe est lauréat du Songwriters Hall of Fame en 1972. Il vit à Palm Springs jusqu'à sa mort, en 1988. Il a une étoile sur le Palm Springs Walk of Stars depuis 1995. Il est enterré dans le Desert Memorial Park à Cathedral City, en Californie.

## Œuvres

### Comédies musicales pour la scène
- 1937 : Salute to Spring
- 1938 : Great Lady
- 1942 : Life of the Party
- 1943 : What's Up?
- 1945 : The Day Before Spring
- 1947 : Brigadoon
- 1951 : La Kermesse de l'Ouest (Paint Your Wagon)
- 1956 : My Fair Lady
- 1960 : Camelot
- 1973 : Gigi

### Filmographie
- 1954 : Brigadoon
- 1958 : Gigi
- 1964 : My Fair Lady
- 1964 : Bitter Weird (TV)
- 1967 : Camelot
- 1969 : La Kermesse de l'Ouest (Paint Your Wagon)
- 1977 : Galateya (TV)
- 1982 : Camelot (TV)

## Récompenses
- 1957 : Tony Award de la meilleure comédie musicale pour My Fair Lady (partagé avec Alan Jay Lerner) ;
- 1959 : Oscar de la meilleure chanson originale pour Gigi (partagé avec Alan Jay Lerner) ;
- 1961 : Quatre Tony Award pour Camelot ;
- 1967 : Golden Globe de la meilleure chanson originale pour If Ever I Should Leave You (partagé avec Alan Jay Lerner) ;
- 1971 : Entrée au Songwriters Hall of Fame ;
- 1974 : Golden Globe de la meilleure musique de film pour Le Petit Prince (partagé avec Alan Jay Lerner) ;
- 1974 : Tony Awards de la meilleure musique originale pour Gigi (partagé avec Alan Jay Lerner).